# Panoramastraße

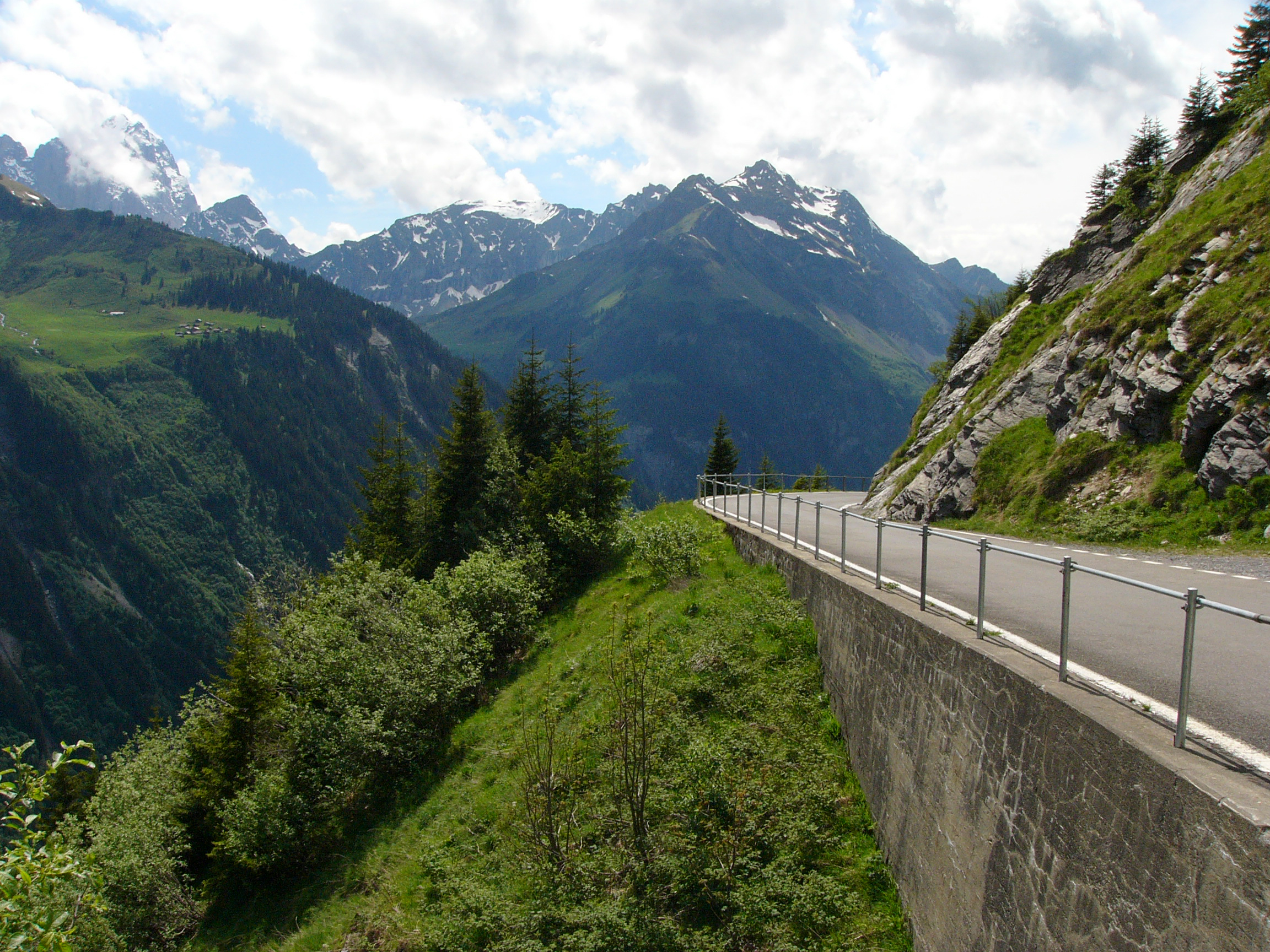
Panoramastraße am Klausenpass

Eine Panoramastraße ist eine Straße, die zahlreiche Ausblicke (Panorama) auf landschaftliche Schönheiten ermöglicht.

## Allgemeines
Sehenswürdigkeiten in der Nähe der Straße sind menschengemachte Kulturdenkmäler (wie Gebäude, Denkmäler oder Verkehrsbauwerke wie Brücken, Straßentunnels) oder Naturdenkmäler (wie Berge, Flüsse, Seen oder Wildnis). Meist gibt es an der Wegstrecke mehrere Sehenswürdigkeiten. Führen an ihnen Straßen entlang, werden diese Straßen als Panoramastraße bezeichnet. Vielerorts wird die Panoramastraße aufgrund ihres Erholungswertes auch als Ferienstraße vermarktet. Neben Gebirgsstraßen zählen häufig auch Küstenstraßen zu den Panoramastraßen.

## Beispiele
Berühmte Panoramastraßen sind (alphabetisch) unter anderem:
| Staat              | Panoramastraße                                                              |
| ------------------ | --------------------------------------------------------------------------- |
| Deutschland        | Deutsche Alpenstraße, Romantische Straße, Schwarzwaldhochstraße             |
| Österreich         | Goldeck-Panoramastraße, Großglockner-Hochalpenstraße, Villacher Alpenstraße |
| Schweiz            | Axenstrasse, Furkapass, Gotthardpass                                        |
| Australien         | Stuart Highway                                                              |
| Brasilien          | Transpantaneira                                                             |
| Chile              | Carretera Austral                                                           |
| Kanada             | Alaska Highway, Icefields Parkway                                           |
| Südafrika          | Garden Route, Panorama Route                                                |
| Vereinigte Staaten | Alaska Highway, California State Route 1, Route 66, U.S. Highway 101        |

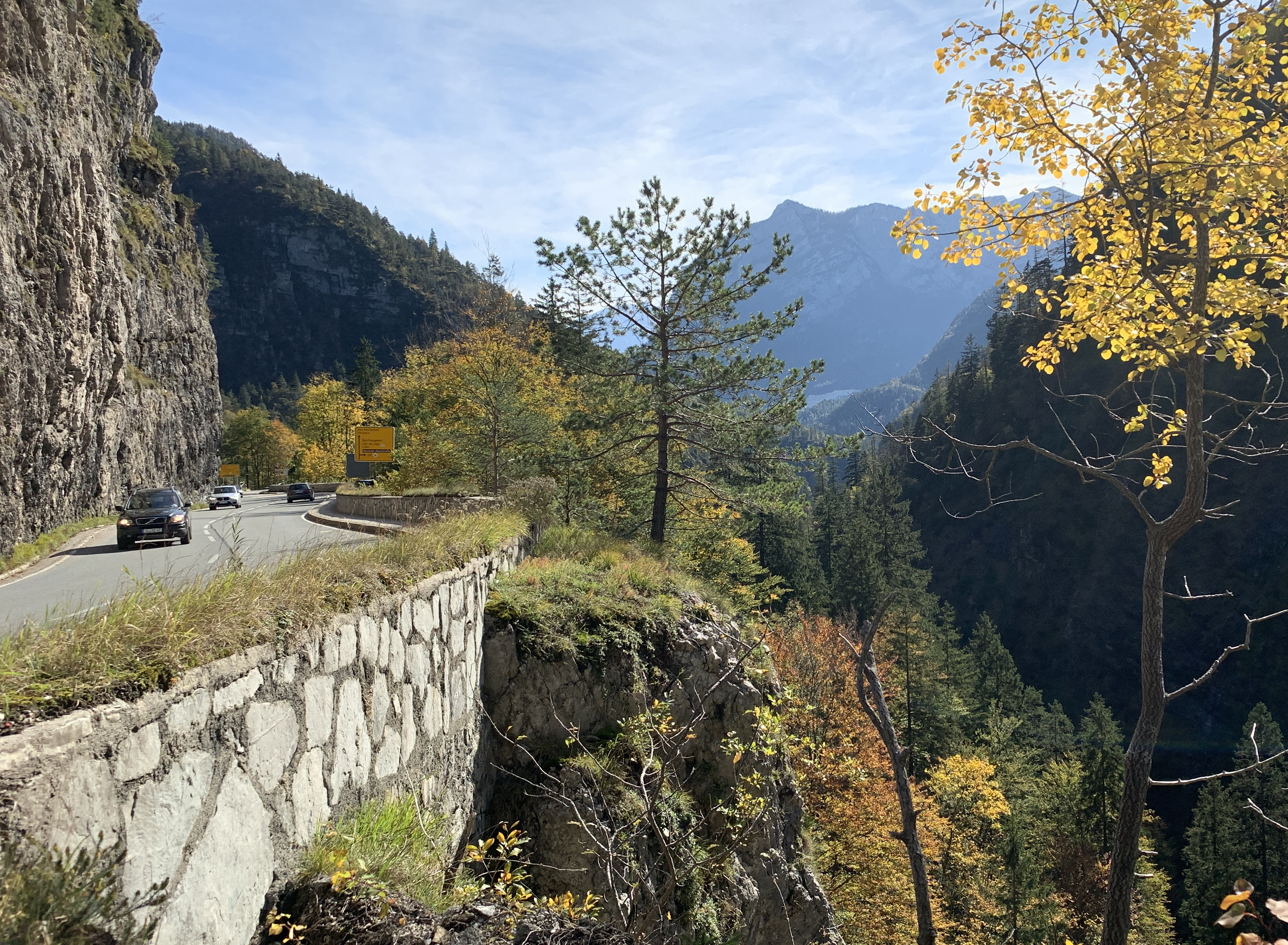
Deutsche Alpenstraße im Berchtesgadener Land (bei Schneizlreuth)
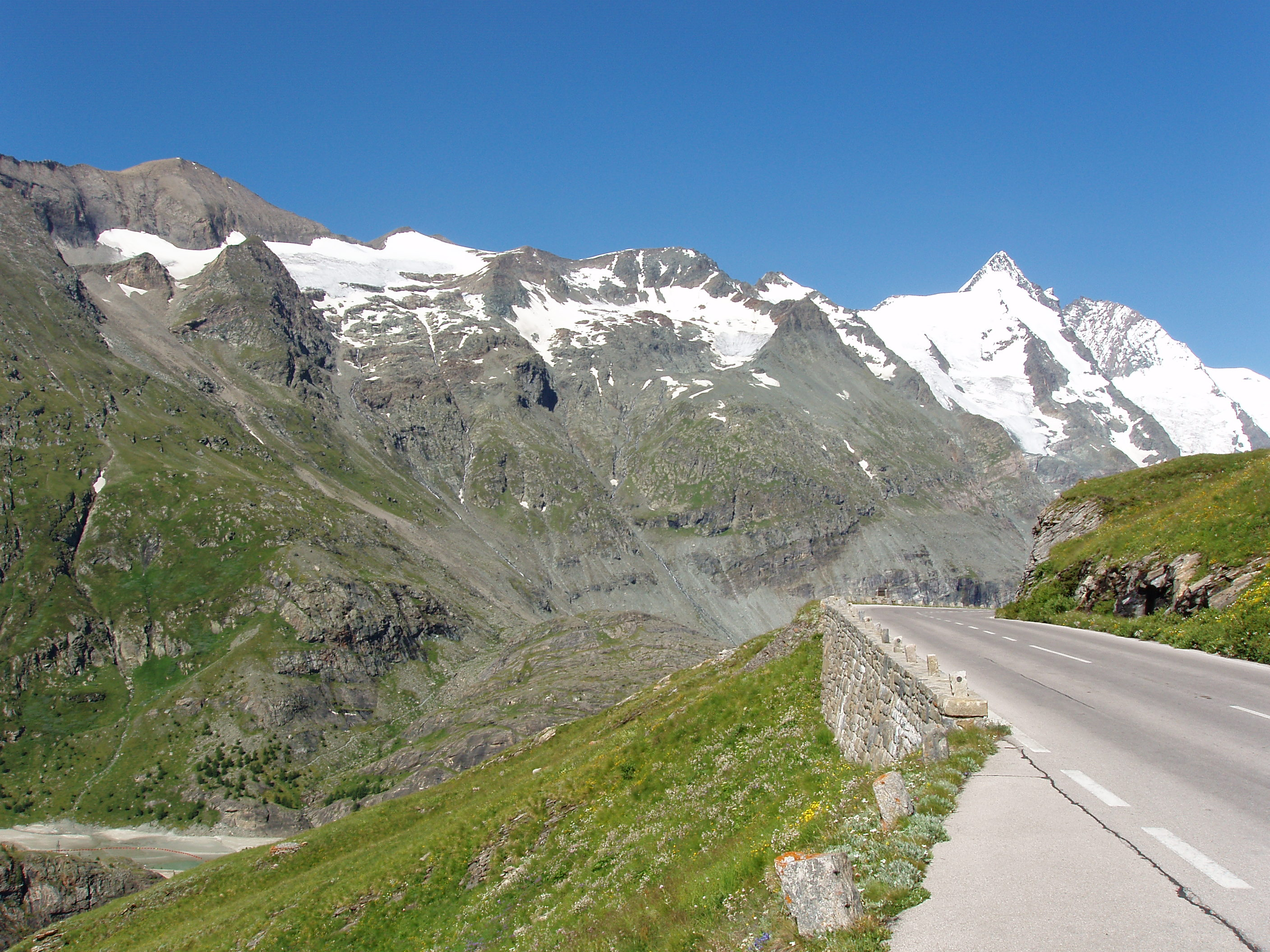
Blick aus 1953 m Höhe auf den Großglockner (3798 m)
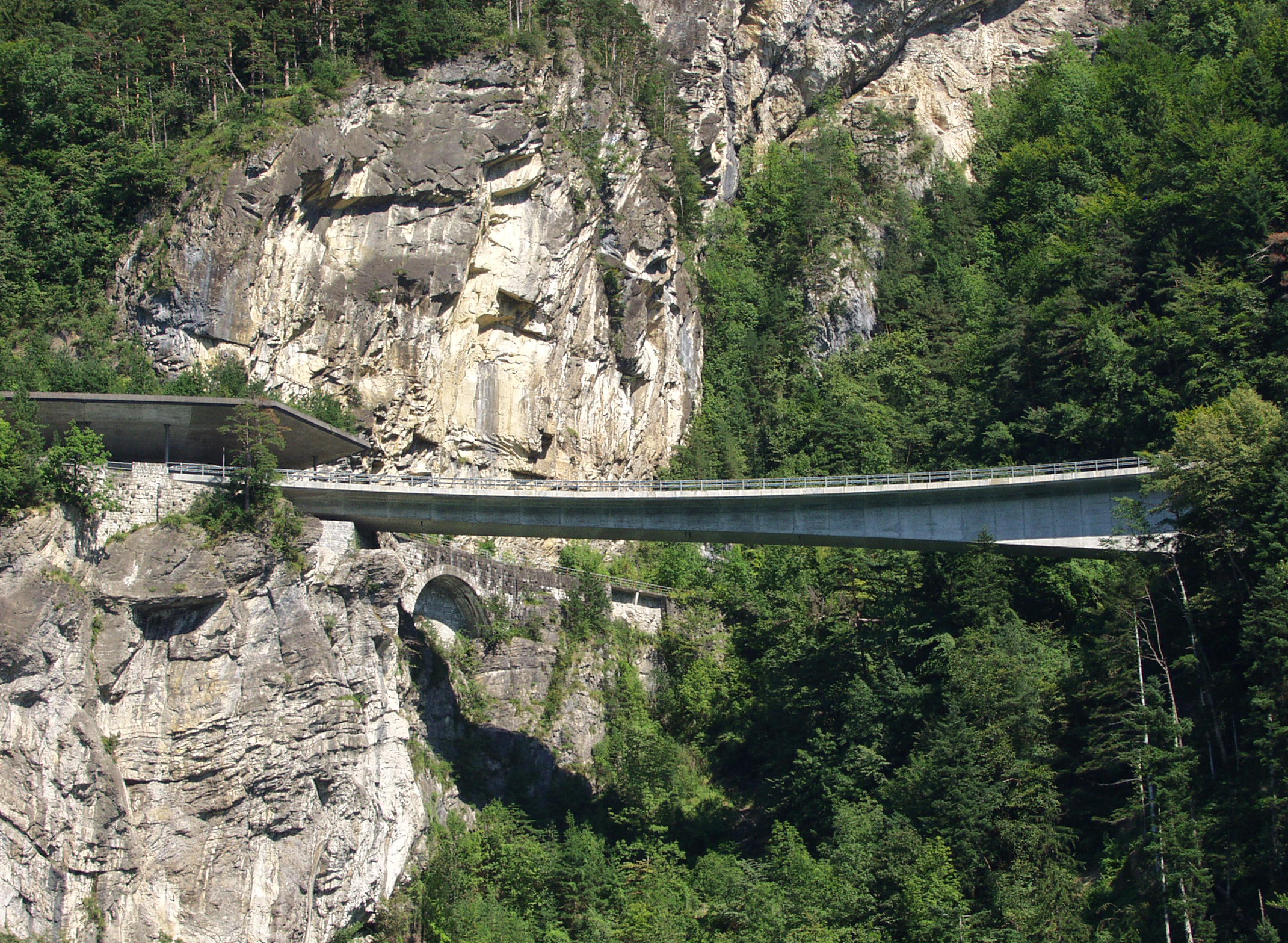
Axenstrasse zwischen Brunnen und Flüelen am Urnersee
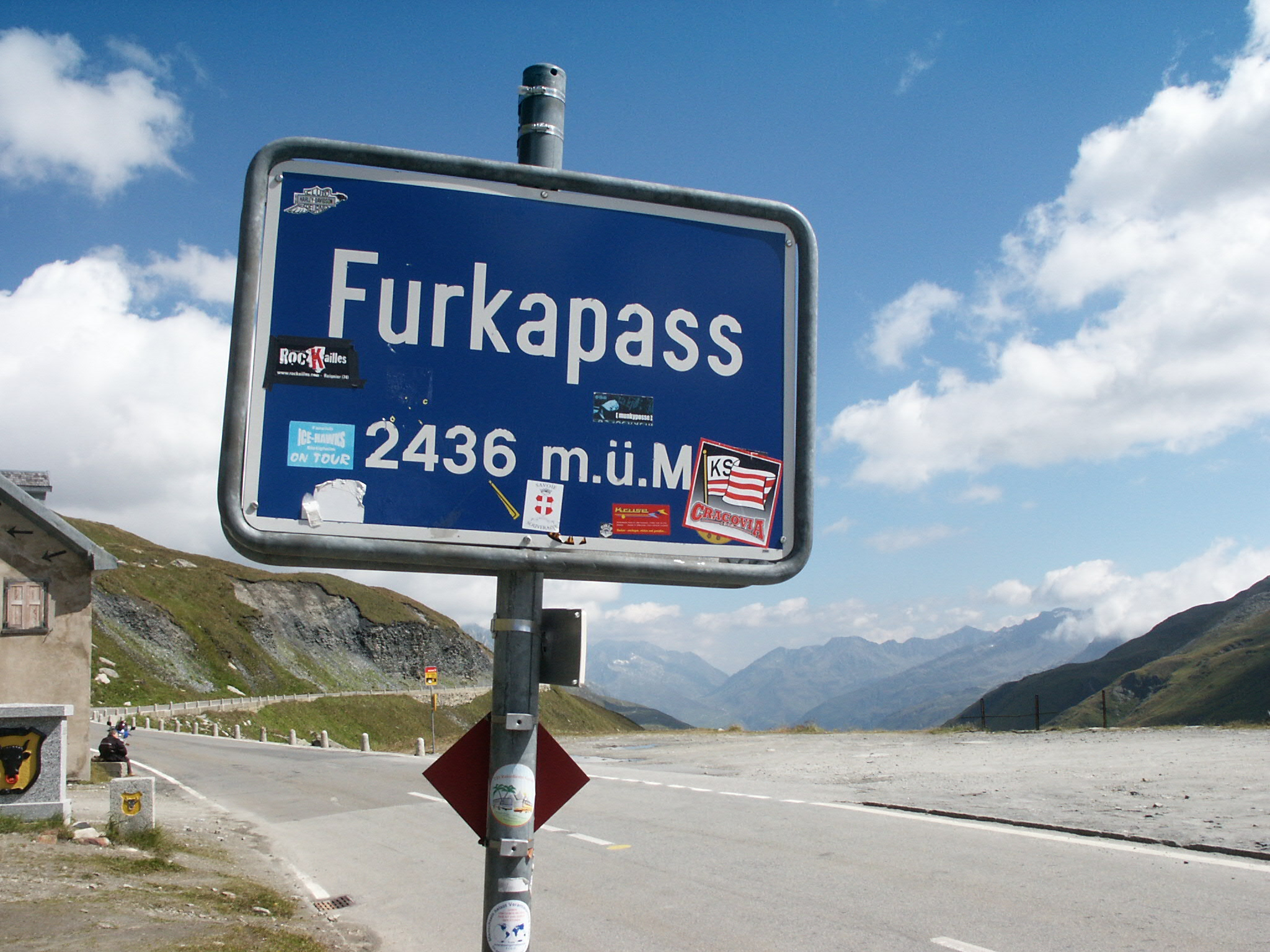
Furkapass (2436 m)
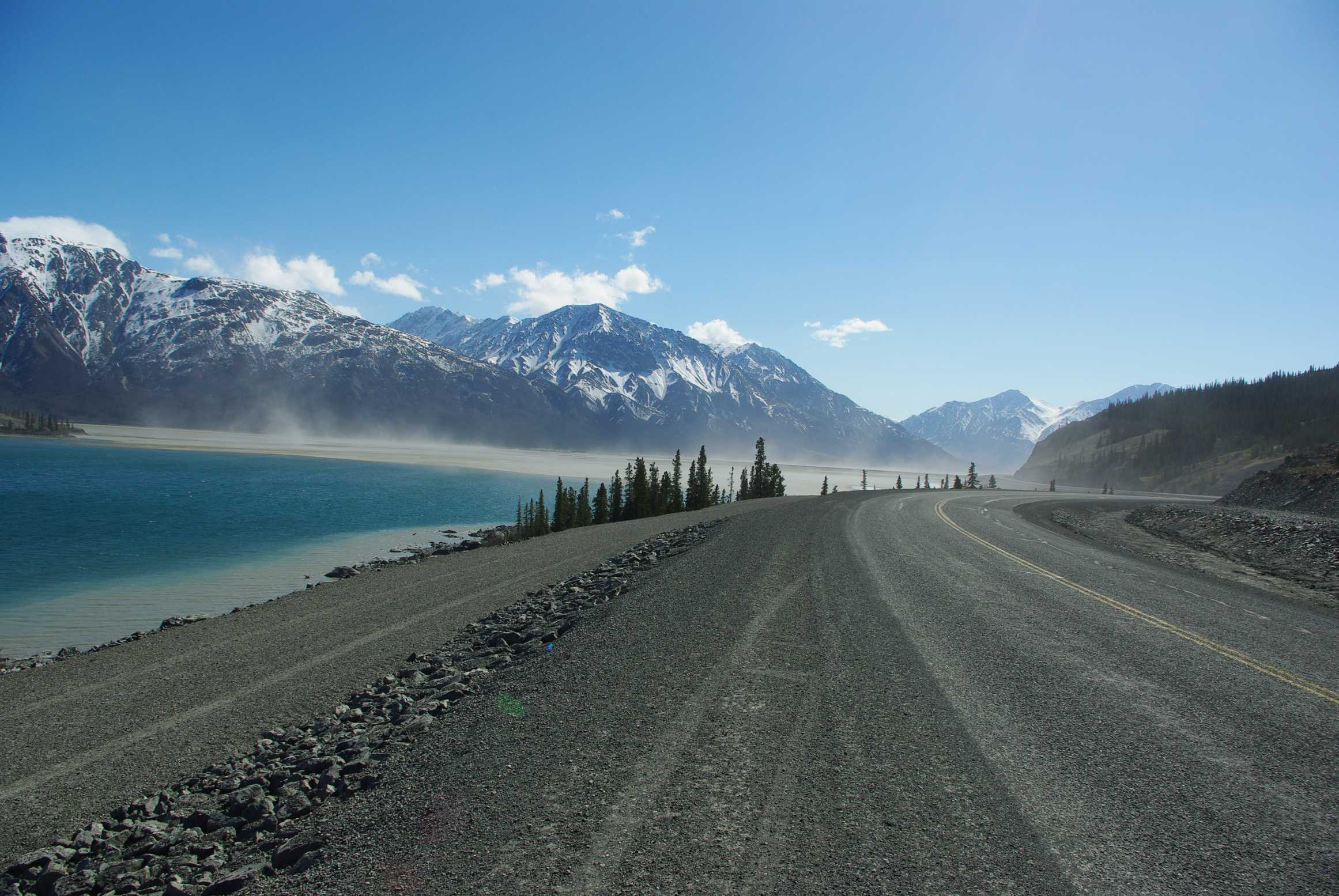
Alaska Highway mit dem Kluane Lake
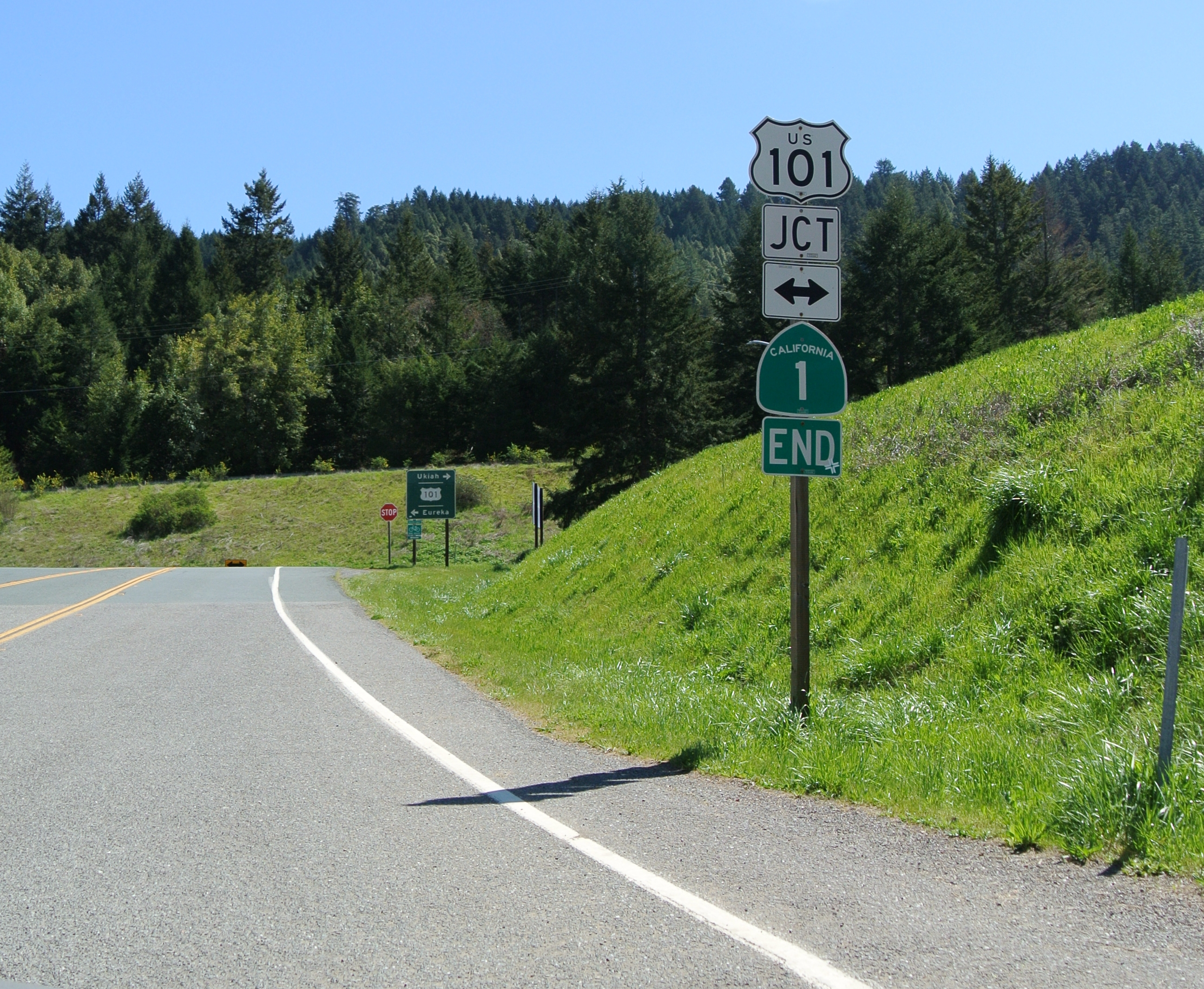
Nördliches Ende der California State Route 1 und Kreuzung mit dem U.S. Highway 101
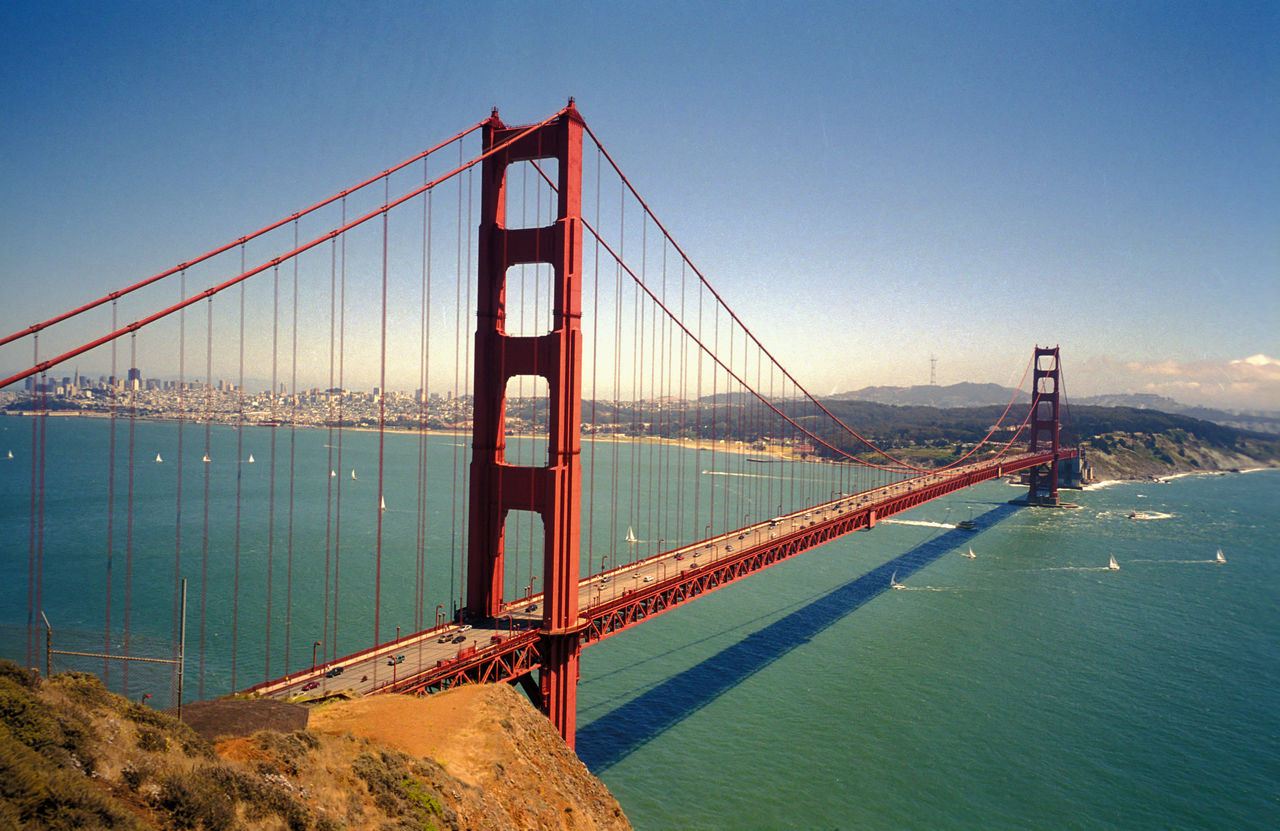
Der U.S. Highway 101 verläuft über die Golden Gate Bridge
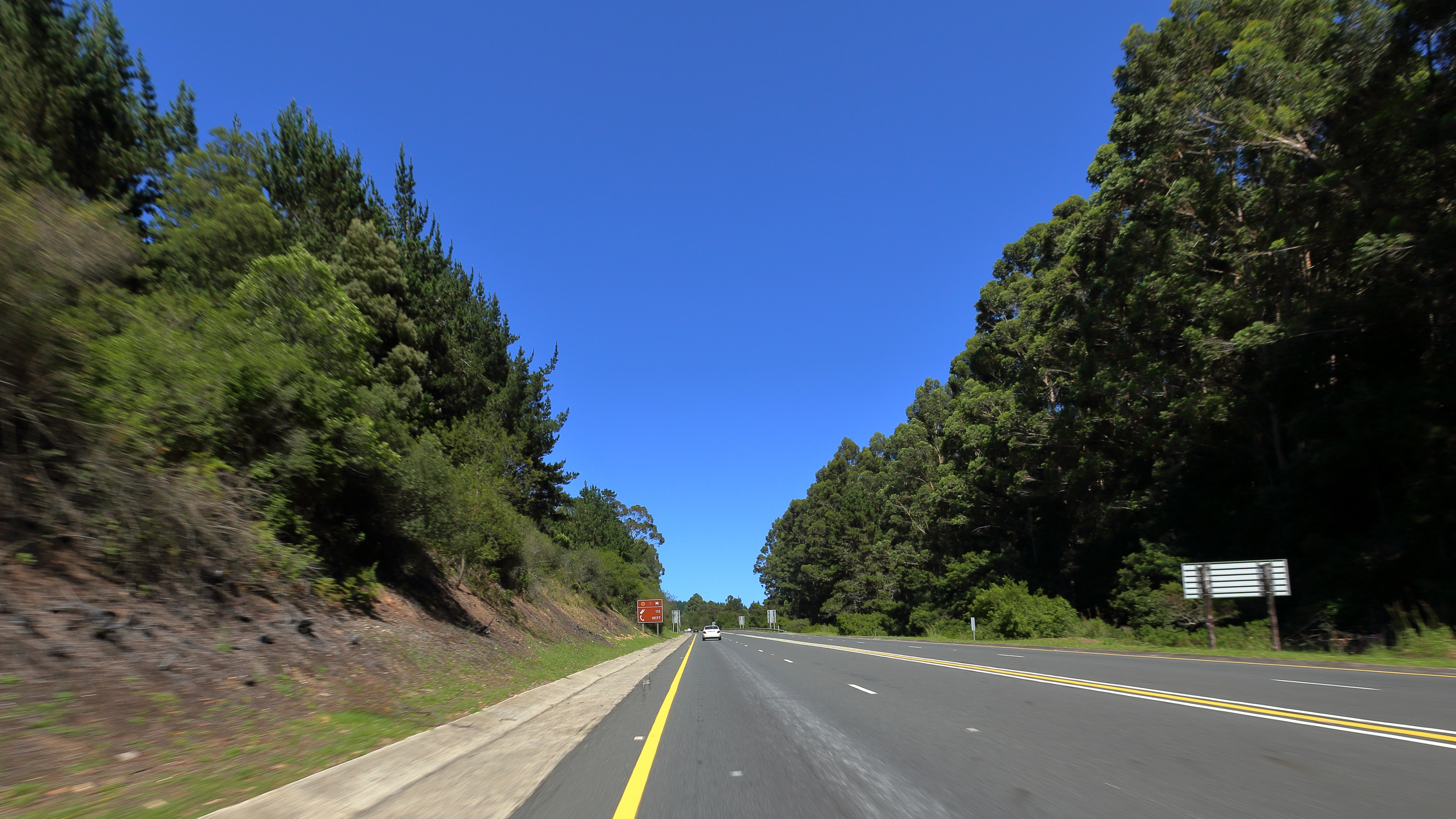
Die Garden Route bei Knysna
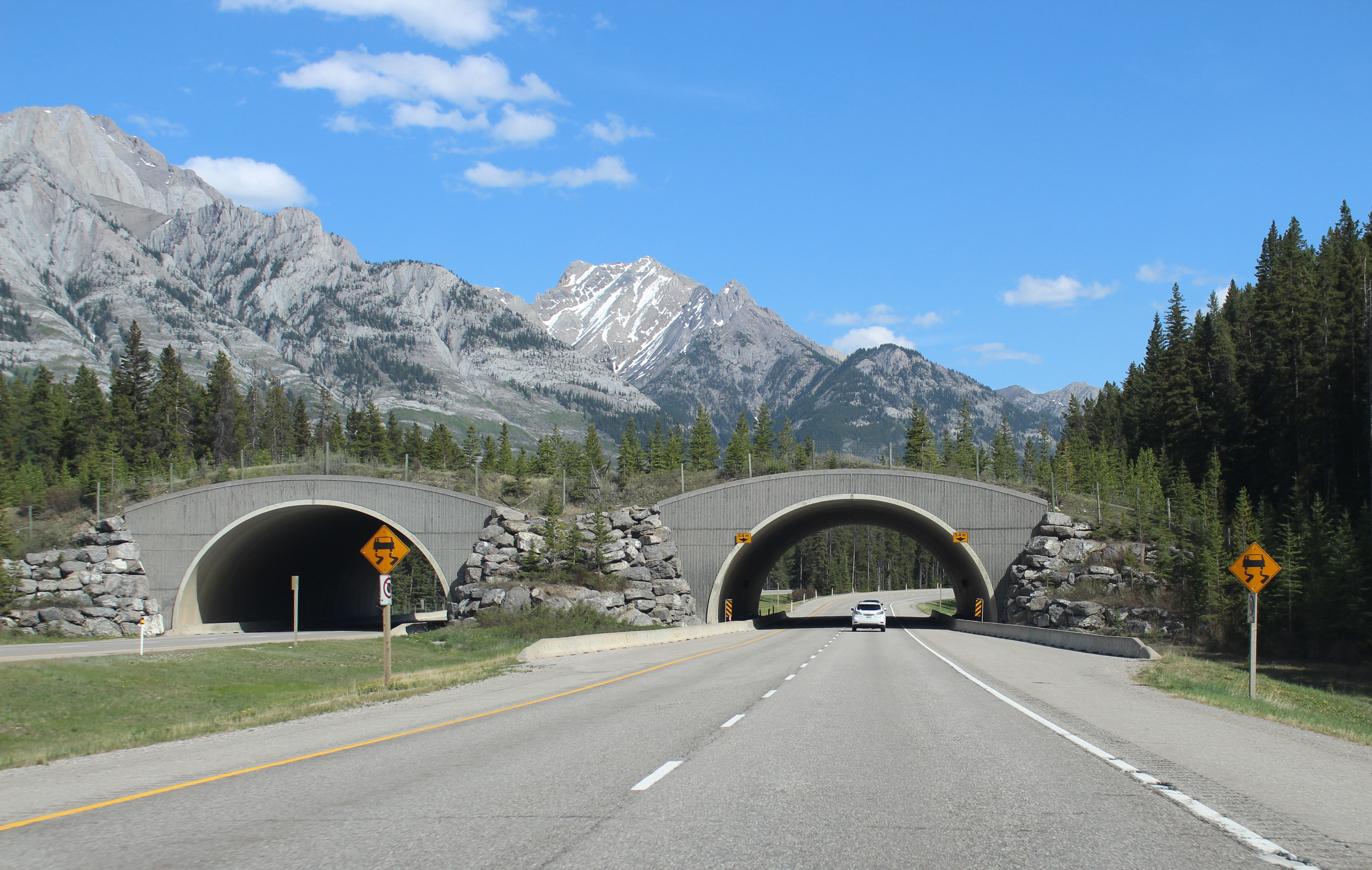
Icefields Parkway mit Tierbrücke und Mount Brett (2984 m)
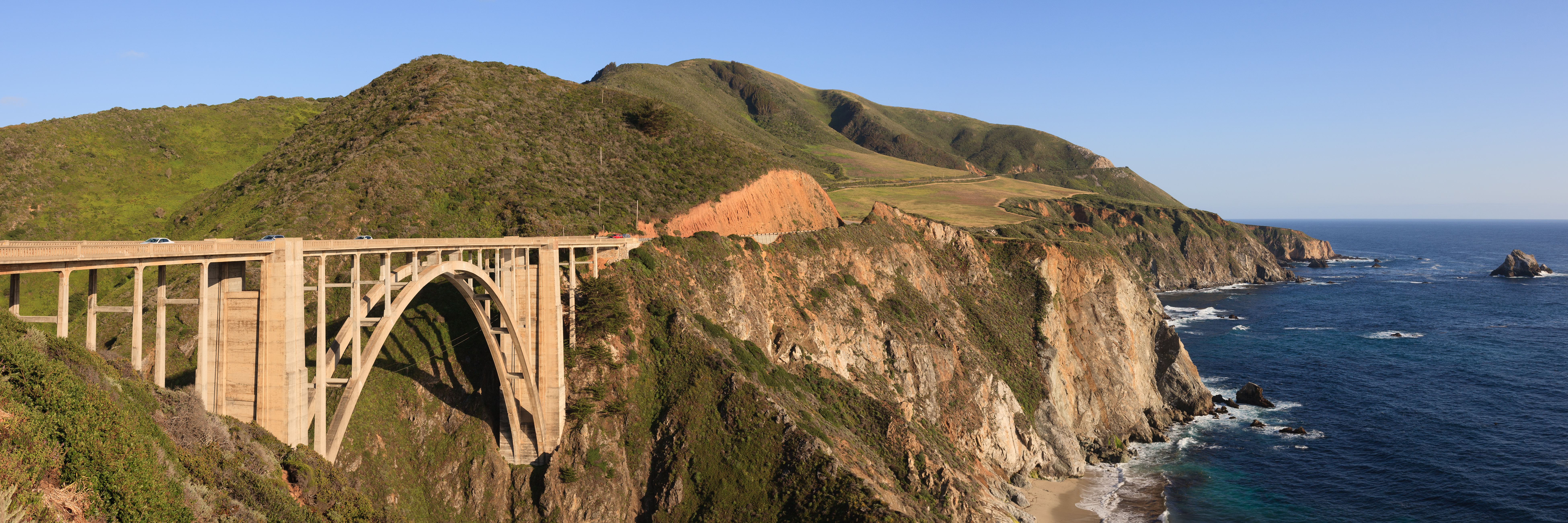
California State Route 1 mit der Bixby Creek Bridge

Weitere Beispiele für Gebirgs- und Küstenstraßen mit der Einstufung als Panoramastraße sind die Amalfitana (die Küstenstraße der Amalfiküste) in Italien, die Road to the Isles in Schottland und die Gletscher-Panoramastraße in Tirol. In der Zentralschweiz wird die Straße über den Glaubenbielenpass als Panoramastrasse bezeichnet und ist entsprechend ausgeschildert. Panoramastraßen, die auch als Ferienstraßen vermarktet werden, sind die Panorama Route in Südafrika, die Fichtelgebirgsstraße und die Schwarzwaldhochstraße. Im Norden von Los Angeles ist es der kurvenreiche, über den Kamm der Santa Monica Mountains führende Mulholland Drive, der zahlreiche Ausblicke auf das Häusermeer von Los Angeles und das San Fernando Valley ermöglicht. Der 17-Mile Drive im Monterey County Kaliforniens führt zur pittoresken Kleinstadt Carmel-by-the-Sea, zum Schutzgebiet Point Lobos State Reserve und zu weiteren Sehenswürdigkeiten. Der Skyline Drive ist eine beliebte Panoramastraße im Osten der USA, die 75 Aussichtspunkte auf dem Kamm der Shenandoah Mountains miteinander verbindet.
Wegen des grandiosen Ausblicks gehören häufig Gebirgspässe wie die Alpenpässe zu den Panoramastraßen.

## Geschichte
Bereits mit dem Beginn der Motorisierung wurden erste Straßen gebaut, die nicht nur für den Personen- und Gütertransport geplant waren, sondern eine „aussichtsreiche“ touristische Attraktion bieten sollten. Als 1931 in Kanada die Bauarbeiten für den Icefields Parkway begannen, war dieser von Anfang an als touristische Route geplant. Im Mai 1934 begannen die Bauarbeiten für die Wiener Höhenstraße. Die grundlegende Absicht war, den Stadtbewohnern auf diese Weise die umgebende Landschaft zu erschließen.
Es folgten weitere Panoramastraßen wie beispielsweise in Österreich die Großglockner-Hochalpenstraße oder der Sustenpass in der Schweiz. In Deutschland plante man früh eine Queralpenstraße, um dem alpinen Fremdenverkehr neuen Aufwind zu geben. Diese sollte von Gipfel zu Gipfel führen und dem Autofahrer eine „Kette von Aussichten“ bieten. Die Nationalsozialisten vereinnahmten das Projekt 1933 für sich und begannen rasch mit dem Bau der Deutschen Alpenstraße, die nach Aussage Hitlers so „aussichtsreich wie möglich“ sein sollte.
Wesentliches Merkmal der ersten Panoramastraßen war die langsame Fahrgeschwindigkeit. Die steilen und kurvenreichen Strecken sorgten für eine Entschleunigung des Verkehrs und ermöglichten eine Art „Autowandern“. Dem Fahrer war es auf diese Weise möglich, die Landschaft zu erleben.